# King Point
Der King Point (in Argentinien Cabo King, in Chile Cabo Rey von spanisch rey ‚König‘) ist eine Landspitze an der Nordküste der westantarktischen Joinville-Insel. Sie markiert die westliche Begrenzung der Einfahrt zur Ambush Bay.
Entdeckt wurde das Kap am 30. Dezember 1842 bei der Antarktisexpedition (1839–1843) des britischen Polarforschers James Clark Ross. Ross benannte es nach Kapitän (später Konteradmiral) Phillip Parker King (1791–1856), der entscheidende Beiträge zur Küstenkartierung Australiens und Südamerikas lieferte.